# Willys FAMAE Corvo
Le Willys FAMAE Corvo est un véhicule tout-terrain à usages multiples, prévu pour être utilisé par les Forces armées chiliennes. Il n'a été produit qu'à un seul exemplaire.

## Histoire
Il fut conçu en 1977 par la Fábricas y Meastranzas del Ejército (FAMAE), surtout pour faire face, à cette époque, à la pénurie de matériels de guerre dans le pays. Il ne fut malheureusement produit qu'à un seul exemplaire, le prototype destinée aux essais, qui finira par dormir de longues années oublié de tous dans une grange, après avoir subi des tests en conditions désertiques pendant quelques mois.
Son châssis était dérivé de celui d'un Willys MB et était capable de servir de support à divers types d'armes, dont un canon sans recul antichar d'un calibre de 106 mm.
Un ingénieur commercial, René Inostroza parvint à lui remettre la mains dessus et à le remettre en état. Il a depuis été mis à la vente à un prix de 2,5 millions de Pesos.